# Cho Sung-ki
Cho Sung-ki (hangeul : 조성기), né le 30 mars 1951 à Goseong dans la province du Gyeongsang du Sud, est un auteur sud-coréen. 

## Biographie
Cho Seong-ki est né le 30 mars 1951 à Goseong dans la province du Gyeongsang du Sud en Corée du Sud. Cho a fréquenté le lycée Gyeonggi à Busan où il s'est astreint à des périodes d'auto-formation intenses en lisant près d'un millier de pièces de fiction, mais aussi des critiques littéraires et de la poésie tout en se perfectionnant en grammaire avec des livres qu'il photocopiait. Cho a également lutté avec ses pulsions sexuelles et trouvé refuge dans la religion. Cho a fréquenté l'université nationale de Séoul et a obtenu un diplôme en droit. Il fait ses débuts littéraires en 1971, remportant le Nouveau concours du printemps littéraire parrainé par le journal Dong-a Ilbo avec une nouvelle intitulée Kaléidoscope (Manhwagyeong), mais il est resté pratiquement silencieux durant les quatorze années suivantes. 

## Œuvre
La littérature de Cho, composée à la fois de romans et de nouvelles, se concentre sur le traitement des aspects honteux liés à l'humanité, une caractéristique de son travail intéressante dans la mesure où ses œuvres ont également un caractère autobiographique. Cho fait ses débuts littéraires en 1971 en remportant le concours littéraire du printemps parrainé par le journal Dong-a Ilbo avec sa nouvelle intitulée Kaléidoscope (Manhwagyeong). En 1985, il a rompu ce silence en publiant Épée de flamme (Lahateu haherep), travail qui lui permet de recevoir le prix de l'écrivain d'aujourd'hui. Depuis cette dernière publication, la production littéraire de Cho Seonggi est devenu régulière. Il a reçu en 1986 le prix culturel chrétien pour La Nuit de l'Éternel (Yahweui bam), et en 1991 le prix de littérature Yi Sang pour Un écrivain de notre temps (Uri sidaeui soseolga). 
Cho Seonggi met ainsi en valeur toutes les entraves imposées aux hommes par la société . Ces entraves peuvent prendre la forme d'oppression politique comme dans La cascade buril (Bril pokpo), ou la forme de violence culturelle comme dans Un chaman de notre temps (Uri sidaeui mudang). Le roman Un amour de notre temps (Uri sidaeui sarang) présente également l'érotisme en tant que mécanisme essentiel pour la libération de la vie intérieure. L'érotisme, ainsi que l'humour, sont donc les principales techniques que Cho utilise pour contester l'isolement humain.